# Giuseppe Prisco
Giuseppe Prisco (Boscotrecase, 8 september 1833 – Napels, 4 februari 1923) was een Italiaans aartsbisschop en kardinaal.

## Biografie
Giuseppe Prisco werd geboren in Boscotrecase in 1833. In 1856 werd hij tot priester gewijd. Hij werkte als professor filosofie in het seminarie waar hij was opgeleid. Hij was van 1898 tot zijn dood aartsbisschop van Napels.
In 1896 werd hij verheven tot kardinaal-diaken door paus Leo XIII. Prisco nam deel aan het conclaaf van 1903. Wegens zijn zwakke gezondheid kon hij niet deelnemen aan de conclaven van 1914 en 1922. Met het overlijden van François de Rovérié de Cabrières in 1921 werd hij de oudst nog levende kardinaal. Hij overleed op 89-jarige leeftijd. 
- Gemeinsame Normdatei: 1211204901
- International Standard Name Identifier: 0000 0000 6185 2726
- Istituto Centrale per il Catalogo Unico: SBNV001556
- Virtual International Authority File: 89356295
- WorldCat: E39PBJgRT4WYRc3Kr7dfDh6BT3